# 马六甲公教国民型中学
马六甲公教国民型华文中学，或简称为马六甲公教华中，是一所坐落在马六甲中央县内的雅佳美浪的男子中学。

## 简史
1958年1月4日，本校创立，取名圣方济华文中学。初始仅开两班预备班，男女学生共七十一名，皆来自公教小学。 創立之初本校并无校舍， 而是借用圣教会馆和公教小学课室上课。有鉴于此，天主教教佘独力出资兴建A座校舍，敦请马六甲州长敦梁宇皋奠基。
1959年，共有八间课室之A座校舍落成，部分学生迁入上课。
1960年，由于圣母女中已经创立，校停止招收女生。
1961年3月，共有三间课室和三间实验室的B座校舍建竣，由教育局长威尔孙主持落成礼。4月1日，本校易名为公教华中。接受改制而成为国民型华文中学。首批学生报考初级教育文凭。
1999年，学生人数逾千，课室不敷应用。 将C座底层三间课室改为四间课室，又将三个生活技能科工作坊改为课室，才勉强足以容纳所有学生。
2008年4月20日，举办庆祝创校50周年金禧纪念暨筹募基本建设基金千人晚宴。约筹得十万令吉。
2010年10月21日，在南洋报业和皇帽集团协助下，举办十大歌星义演晚宴，筹要公中礼堂建造基金近一百万令吉。
2011年7月30日，公中礼堂落成，举办晚宴庆祝，并由本校董事会前任主席王春新神父主持祝圣仪式，董事会主席黄来发神父、家长教师协会主席廖福源、公教华中校友会主席史钦浣和林兴南校长主持揭幕。同年，纪律室也建竣。
2012年12月7日至15日，管乐队一行59人参访台湾5所中学，进行演奏、交流。
2013年7月7日，台湾重庆国民中学、安和国民中学、公馆国民中学、三校管乐团莅临本校，与本校管乐团进行交流，并千当晚本校管乐团举办的《知音雅集》演奏会上呈献多首曲子，深获好评。
2013年12月，进行科学实验室、辅导室提升工程。
2014年8月1日，台湾忠信中学二学生团体，即壮我管乐团和山前女子枪队莅临本校，与本校管乐团和学长团进行交流。当晚在本校管乐团的《周五乐会》演奏会上，壮我管乐团滨奏多首曲子，获得佳评。山前女子枪队进行了别开生面的仪仗表演，让古城民众大开眼界。
2014年12月，全面提升学生厕所，让学生有更明亮舒适和卫生的方便场所。
2015年12月，提升生物、化学及物理科学实验室之地面与水喉工程。此外，在董家协及校友会的资助下，设立了二十一世纪精明教学课室。
2017年，本校获得教育部批准所有中一班采用双语（国语和英语）教学数理科。
2018年5月25日，公教华中举办 Tiger 星洲华教义演筹募智能科室基金。活动筹获 RM571660。
2018年7月14日，配合公教创校 60周年纪念，本校管乐团于培风中学礼堂举办《那些年我们看过的电影》音乐会。
2019年2月1日，公教华中进行图书馆开幕仪式。

## 成就
2014年，辩论赛冠军。
2014年，管乐团在全国比赛中获得金牌。
2015年，马六甲州18岁男学生篮球赛冠军。

## 学校职员
| 校长   | 校长                    |
| ------ | ----------------------- |
| 张春隆 | 1.1.1958 - 31.12.1958   |
| 葛书顺 | 1.1.1959 - 31.8.1960    |
| 田国增 | 1.1.1960 - 31.12.1965   |
| 翟文智 | 1.1.1966 - 31.12.1966   |
| 郑德全 | 1.1.1967 - 17.7.1969    |
| 邢文泉 | 18.7.1969 - 31.12.1970  |
| 林汉池 | 1.1.1971 - 30.6.1973    |
| 王添喜 | 1.7.1973 - 31.12.1973   |
| 林汉池 | 1.1.1974 - 28.2.1974    |
| 林晓慈 | 1.3.1974 - 31.12.1981   |
| 钟振勇 | 1.1.1982 - 31.12.1983   |
| 陈汉蛮 | 1.1.1984 - 31.12.1995   |
| 宋群光 | 1.1.1996 - 15.1.1998    |
| 陈诗文 | 16.1.1998 - 4.6.2001    |
| 伍兆康 | 5.6.2001 - 4.5.2008     |
| 林兴南 | 16.10.2008 - 31.12.2020 |
| 赖水和 | 1.3.2021 - 至今         |

| 学生事务副校长 | 学生事务副校长 |
| -------------- | -------------- |
|                | 1988 - 1990    |
| 萧亚义         | 1991 - 1994    |
| 林兴南         | 1994 - 2008    |
| 沈金鼎         | 2008 - 2011    |
| 雷远瑞         | 2011 - 2019    |
| 赖水和         | 2019 - 2021    |
| 陈宝叶         | 2021 - 2023    |
| 张良顺         | 2023 - 至今    |

| 课外活动副校长 | 课外活动副校长 |
| -------------- | -------------- |
| 侯凯鸿         | 1991 - 2001    |
| 林安顺         | 2001 - 2002    |
| 陈木华         | 2003 - 2004    |
|                | 2004 - 2009    |
|                | 2009 - 2015    |
|                | 2015 - 2019    |
|                | 2019 - 至今    |